# 10433 Понсен
10433 Понсен (10433 Ponsen) — астероїд головного поясу, відкритий 24 вересня 1960 року.
Тіссеранів параметр щодо Юпітера — 3,328.
Названий на честь Япа Понсена, Лейденсього астронома.